# Nemesia pannonica
Nemesia pannonica là một loài nhện trong họ Nemesiidae.
Nemesia pannonica được miêu tả năm 1879 bởi Herman.